# アルセス
アルセス（Arses, 古代ペルシア語：アルシヤ、？ ‐ 紀元前336年）は、アケメネス朝ペルシアの大王（在位：紀元前338年 - 紀元前336年）。アルタクセルクセス（アルタフシャサ）4世とも呼ばれる。
帝国は内憂外患で危機に瀕していた。当時ギリシャではマケドニア王ピリッポス2世が覇を唱えており、アルタクセルクセス3世が反マケドニア勢力を支援したことを謝罪するよう要求してきた。アルセスがこの要求を退けるや、ピリッポスはそれを大義名分にペルシア侵攻に取り掛かった。
一方、宮廷の実権を握る宦官のバゴアスが紀元前338年に大王アルタクセルクセス3世を毒殺した際、その王子たちもことごとく殺害されたが、一人アルセスのみが残され、バゴアスによりアルタクセルクセス4世として帝位に擁立され、内政の実権は完全にバゴアスに握られた。アルセスはバゴアスを除こうとしたが、かえってバゴアスにより一族もろとも殺害された。帝位をめぐりアケメネス家の生き残りであるダレイオス3世とバゴアスの間でさらに紛争が続いたが、バゴアスもまた殺害され、ダレイオス3世が帝位を継いだ。